# Мојра (место)
Мојра (њем. Meura) општина је у њемачкој савезној држави Тирингија. Једно је од 39 општинских средишта округа Залфелд-Рудолштат. Према процјени из 2010. у општини је живјело 489 становника. Посједује регионалну шифру (AGS) 16073055.

## Географски и демографски подаци
Мојра се налази у савезној држави Тирингија у округу Залфелд-Рудолштат. Општина се налази на надморској висини од 500—700 метара. Површина општине износи 12,6 km². У самом мјесту је, према процјени из 2010. године, живјело 489 становника. Просјечна густина становништва износи 39 становника/km².